# Sound of Silence
«Sound of Silence» (с англ. — «Звук тишины») — песня австралийской исполнительницы Дэми Им, представляющая страну на конкурсе песни Евровидение 2016; Авторами песни стали Энтони Эгизи и Дэвид Мусумеци. Песня была издана в качестве сингла в цифровом формате и на компакт-диске 11 марта 2016 года звукозаписывающим лейблом Sony Music Entertainment; за день до официальной премьеры произошла утечка песни в Интернет.

## Список композиций
| №  | Название           | Длительность |
| -- | ------------------ | ------------ |
| 1. | «Sound of Silence» | 3:15         |

| №  | Название                        | Длительность |
| -- | ------------------------------- | ------------ |
| 1. | «Sound of Silence» (Short edit) | 3:04         |

## Позиции в чартах
| Чарт (2016)                                | Наивысшая позиция |
| ------------------------------------------ | ----------------- |
| Австралия (ARIA)                           | 5                 |
| Австрия (Ö3 Austria Top 40)                | 39                |
| Бельгия/Фландрия (Ultratip Bubbling Under) | 10                |
| Финляндия (Latauslista Download)           | 11                |
| Франция (SNEP)                             | 69                |
| Германия (GfK)                             | 57                |
| Нидерланды (Single Top 100)                | 100               |
| Шотландия (OCC Scotland)                   | 53                |
| Испания (PROMUSICAE)                       | 37                |
| Швеция (Sverigetopplistan)                 | 17                |
| Швейцария (Schweizer Hitparade)            | 55                |
| Великобритания (OCC UK Singles)            | 160               |